# Караулов, Семён Юрьевич
Семён Юрьевич Караулов (?-?) генерал-поручик.
В службу вступил гренадером в 1714 г., принимал участие в Северной войне и в 1720 г., состоя поручиком во втором гренадерском полку, получил золотой портрет императора Петра Великого за отличие при поражении шведской эскадры при Гренгаме.
В 1722—1729 гг. находился в Персии, причем участвовал во многих делах с персами и в том числе при Дербенте, Баку и Ряще. В 1726 г. был командирован с пятисотенным отрядом против трехтысячной шайки персидских бунтовщиков и за разбитие ее награжден чином премьер-майора. В 1729 г., при возвращении в Россию составил описание персидских провинций, лежащих по берегам Каспийского моря и получил за это чин подполковника.
В следовавших затем войнах с Польшей и Турцией также принимал участие и дважды был ранен: при осаде Данцига и при взятии Очакова; за отличия в этих делах он награжден чинами полковника и бригадира. Московский полк в составе корпуса Ласси участвовал с 8 февраля 1734 года в осаде Данцига. 12 марта 1734 года подполковник Караулов с 200 нижними чинами атаковал редут между Штольценбергом и Гогельсбергом и штыками выбил поляков. Через неделю Караулов отразил с полком вылазку неприятеля и, преследуя его, захватил 6 орудий.
Произведенный в 1741 г. в генерал-майоры, принимал участие в войне со Швецией и впоследствии в Семилетней войне, во время которой заведовал продовольствием сосредоточенных под Кюстрином войск, а после Цорндорфского сражения был командирован для эвакуирования больных и раненых в Россию и за успешное выполнение этого поручения (из 12 тысяч сданных ему людей более 10 тысяч выздоровело и отправлено вновь в полки, а умерло только 424 чел.), пожалован чином генерал-поручика и званием члена Военной Коллегии. В 1764 г. уволен в отставку.